# Dealul Măgura
Dealul Măgura se află în raionul Ungheni, pe moșia satului Țâghira, comuna Negurenii Vechi. Fiind situat la intersecția a două zone naturale, este geomorfologic izolat de terenurile adiacente. Dealul se deosebește evident de relieful înconjurător, diferența de altitudini depășind 150–200 m. Altitudinea absolută a Măgurii este de 388,8 m și mult timp (până la precizarea altitudinii dealului Bălănești – 429,5) se considera cea mai mare înălțime în Basarabia . Dealul Măgura se mai evidențiază și prin movila (tumul) a cărei înălțime constituie 14 m, construită pe platoul predominant. Când și cine a construit tumulul – nu se știe. Versiuni sunt câteva, printre care se crede că tumulul ar fi o necropolă sau un mormânt militar al nomazilor sau ar putea fi folosită la transmiterea semnalelor de alarmă 
În anii 60–80 pe vârf a fost construită o piramidă geodezică, actualmente demontată și înlocuită cu o cruce de piatră. Această cruce a fost instalată de locuitorii din localitățile adiacente în perioada postbelică. În perioada sovietică, crucea a fost scoasă și îngropată în corpul tumulului, fiind restabilită după declararea independenței. Versanții sunt deformați de alunecări, actualmente preponderent ocupate de plantații silvice. Învelișul de sol inițial a fost deteriorat totalmente, fiind transferat în corpul tumulului. Deoarece versanții care înconjoară dealul sunt abrupți și deformați de alunecări, este greu de stabilit biogeocenoza inițială de pe culmea dealului .
Cercetările arheologice efectuate în 1995 de către Veaceslav Bicbaev au descoperit aici o așezare eneolitică din cultura Cucuteni-Tripolie, fragmente mici de ceramică, dar și un vas piriform cu patru figurine, ce erau reprezentări decorative feminine. Pe vârful movilei au mai fost dezgropate o strachină și o cupă, iar în preajma Măgurei s-a găsit o spadă bine păstrată, datând cu veacul al XV-lea. În perioada interbelică pe vârful Movilei Măgura a fost instalată o cruce, ce a fost dărâmată mai apoi de sovietici. În locul ei a fost ridicat un observator de lemn ce nu s-a păstrat până în zilele noastre, iar astăzi la locul său inițial este reinstalată o cruce acoperită cu inox .
Patru sate megieșe și-au format denumirea având ca bază Movila Măgura - Măgurele (raionul Ungheni); Măgura, Măgura Nouă, Măgureanca (raionul Fălești) și Slobozia Măgura (raionul Sîngerei).